# 12828 Баттеас
12828 Баттеас (12828 Batteas) — астероїд головного поясу, відкритий 3 січня 1997 року.
Тіссеранів параметр щодо Юпітера — 3,605.